# Stadthalle Open 1974
Lo Stadthalle Open 1974 è stato un torneo di tennis professionistico maschile giocato sul cemento indoor della Wiener Stadthalle di Vienna, in Austria. È stata la 1ª edizione del Vienna Open e faceva parte del Commercial Union Assurance Grand Prix 1974. Il torneo si è giocato dal 28 ottobre al 3 novembre 1974.

## Campioni

### Singolare maschile
Vitas Gerulaitis ha battuto in finale  Andrew Pattison con il punteggio di 6–4, 3–6, 6–3, 6–2

### Doppio maschile
Raymond Moore /  Andrew Pattison hanno battuto in finale  Bob Hewitt /  Frew McMillan con il punteggio di 6–4, 5–7, 6–4